# 宇木敦哉
宇木 敦哉（うき あつや）は、日本のアニメ監督、漫画家、イラストレーター。北海道出身、在住。北海道教育大学美術科卒業。イラストレーターのmebae、漫画家の市川春子と同じ大学の研究室出身。

## 概要
大学卒業後、2005年、アフタヌーン四季賞夏のコンテストにおいて「アモン・ゲーム」が四季大賞を受賞。
月刊アフタヌーン2005年9月号に同作が掲載され、漫画家としてデビュー。若手アニメクリエーターを発掘、育成する事業である動画革命東京の第一期支援作品に選出され『センコロール』をほぼ一人で制作。同作は2009年8月22日に公開され、平成21年度（第13回）文化庁メディア芸術祭審査委員会推薦作品アニメーション部門／短編に選ばれた。
シャイと言うことでメディアでの顔出しはしないが、2019年「センコロール コネクト 公開記念特番」では後ろ姿で出演している。

## 受賞歴

### 漫画
- アフタヌーン四季賞2002年夏佳作『クルミコ』、（「大村敦史」名義）
- アフタヌーン四季賞2003年春佳作『きのこ戦争』[1]、（「大村敦史」名義）

- アフタヌーン四季賞2005年夏四季大賞『アモン・ゲーム』

### アニメーション
- 第4回札幌国際短編映画祭 最優秀北海道作品賞『センコロール』
- 第13回文化庁メディア芸術祭アニメーション部門 審査委員会推薦作品    短編『センコロール』

## 主な作品

### アニメーション
- センコロール - 監督、脚本、作画
- 俺の妹がこんなに可愛いわけがない - 第7話エンディングイラスト
- ギルティクラウン - 第6話エンドカード
- つり球 - キャラクターデザイン
- デジモンアドベンチャー tri.シリーズ - キャラクターデザイン
- センコロール コネクト - 監督
- あの日の心をとらえて - キャラクター原案[2][3]
- 22/7『僕が持ってるものなら』music video - 監督、絵コンテ、原画、動画、仕上、撮影、編集[4]
- WIND BREAKER - エンディングアニメーション[5]

### 漫画
- アモン・ゲーム（2005年、月刊アフタヌーン 2005年9月号）
- センコロール（2009年、アニメ『センコロール』DVD完全限定生産版特典）
- くらげひめ（2009年、季刊GELATIN）
- ねこまひめ（2010年、季刊GELATIN）

### イラスト
表紙絵・装画
- 入間人間「六百六十円の事情」「ぼっちーズ」「僕の小規模な奇跡」（メディアワークス文庫）「彼女を好きになる12の方法」
- アオハル

ジャケットイラスト
- ryo feat.初音ミク
  - こっち向いて Baby/Yellow（ryo feat.初音ミク/kz feat.初音ミク）
  - 積乱雲グラフィティ/Fallin' Fallin' Fallin'（ryo feat.初音ミク/Dixie Flatline feat.初音ミク）
  - ODDS&ENDS/Sky of Beginning （ryo feat.初音ミク/じん feat.初音ミク）
- 22/7「僕が持ってるものなら」「11という名の永遠の素数」「覚醒」